# Mehdi Huseynzade
Mehdi Hanifa oglu Huseynzade (en azerí: Mehdi Hənifə oğlu Hüseynzadə; en ruso: Мехти́ Гани́фа оглы́ Гусейнзаде́; Novxanı, República Democrática de Azerbaiyán, 22 de diciembre de 1918 –  Vitovlje, Eslovenia, 2 de noviembre de 1944) fue un partisano y explorador soviético de origen azerbaiyano que combatió durante la Segunda Guerra Mundial en las filas del Ejército Rojo y posteriormente con los partisanos yugoslavos, donde murió en combate en 1944. El 11 de abril de 1957 las autoridades soviéticas le concedieron, póstumamente, el título de Héroe de la Unión Soviética.

## Biografía

### Infancia y juventud
Mehdi Huseynzade nació el 22 de diciembre de 1918 en la pequeña localidad de Novxanı en la provincia de Bakú —en esa época parte de la República Democrática de Azerbaiyán, actualmente parte de la ciudad de Bakú en Azerbaiyán—. En el seno de una familia azerbaiyana de clase trabajadora. Huseynzade se graduó en la Escuela de Arte de Bakú y luego estudió en el Instituto de Lenguas Extranjeras de Leningrado. Después de regresar a Bakú en 1940, continuó su educación en la Universidad Pedagógica Estatal de Azerbaiyán.

### Segunda Guerra Mundial
En agosto de 1941, dos meses después del inicio de la invasión alemana de la Unión Soviética, fue reclutado por el Ejército Rojo. Después de graduarse de la Escuela de Infantería Militar de Tiflis en 1942, fue enviado al frente soviético-alemán, donde comandó un pelotón de morteros durante la Batalla de Stalingrado.

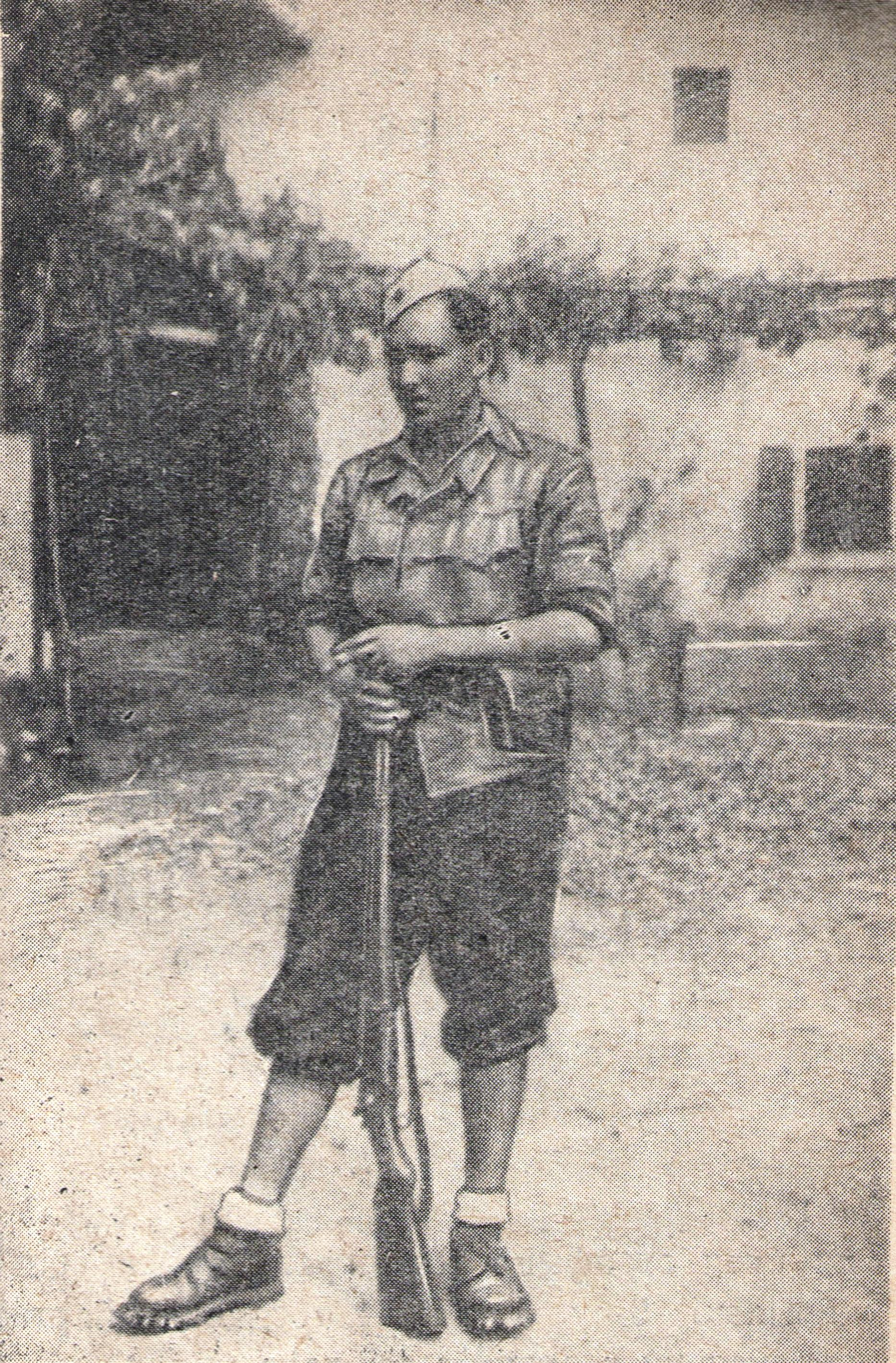
El partisano Mijailo en 1944

En agosto de 1942, cerca de la ciudad de Kalach del Don, Huseynzade fue gravemente herido y capturado por los alemanes. Pasó un año y medio en los campos de prisioneros de guerra alemanes en el norte de Italia y Yugoslavia. A principios de 1944, junto con otros dos prisioneros de guerra azerbaiyanos, Javad Hakimli y Asad Gurbanov, Huseynzade logró escapar y unirse al Ejército Popular de Liberación y Destacamentos Partisanos de Yugoslavia. Durante ese mismo año, se convirtió en comandante de una unidad especial de sabotaje y reconocimiento del Estado Mayor del 9.º Cuerpo Esloveno del Ejército Popular de Liberación de Yugoslavia, donde obtuvo su nombre de guerra Mijailo.
A mediados de enero de 1944, Mijailo y sus combatientes tomaron mapas topográficos del oponente. El mes siguiente, Mehdi, disfrazado de oficial alemán, entró en los cuarteles alemanes y, tras colocar una mina junto a los extintores, hizo estallar el local central. El 2 de abril de 1944, Huseynzade junto con otro guerrillero azerbaiyano, Mirdamat Seidov, colocaron una bomba de acción retardada en el cine Villa Opicina, cerca de Trieste, que se encontraba lleno de oficiales y soldados alemanes. La explosión mató a 80 alemanes e hirió a otros 260, de los cuales 40 murieron posteriormente en el hospital. A finales de abril de 1944, Huseynzad, junto con Hans Fritz y Ali Tagiyev volaron un puente cerca de la estación de tren de Postojna, lo que provocó un accidente de un tren de 24 vagones. En mayo, Huseynzade y Seidov volaron una cantina en Trieste, donde murieron 150 oficiales alemanes y 350 resultaron heridos. Cada vez más preocupados por estos ataques, los alemanes fijaron una recompensa de 400.000 liras italianas por matarle.
El 2 de noviembre de 1944, al regresar de una misión ejecutada con éxito para destruir un depósito de municiones alemán, se topó con una emboscada alemana cerca de la ciudad de Vitovlje (Eslovenia). Después de una lucha desigual con las fuerzas alemanas, donde mató a veinticinco de ellos, se quedó sin munición y se suicidó.

## Condecoraciones y reconocimientos

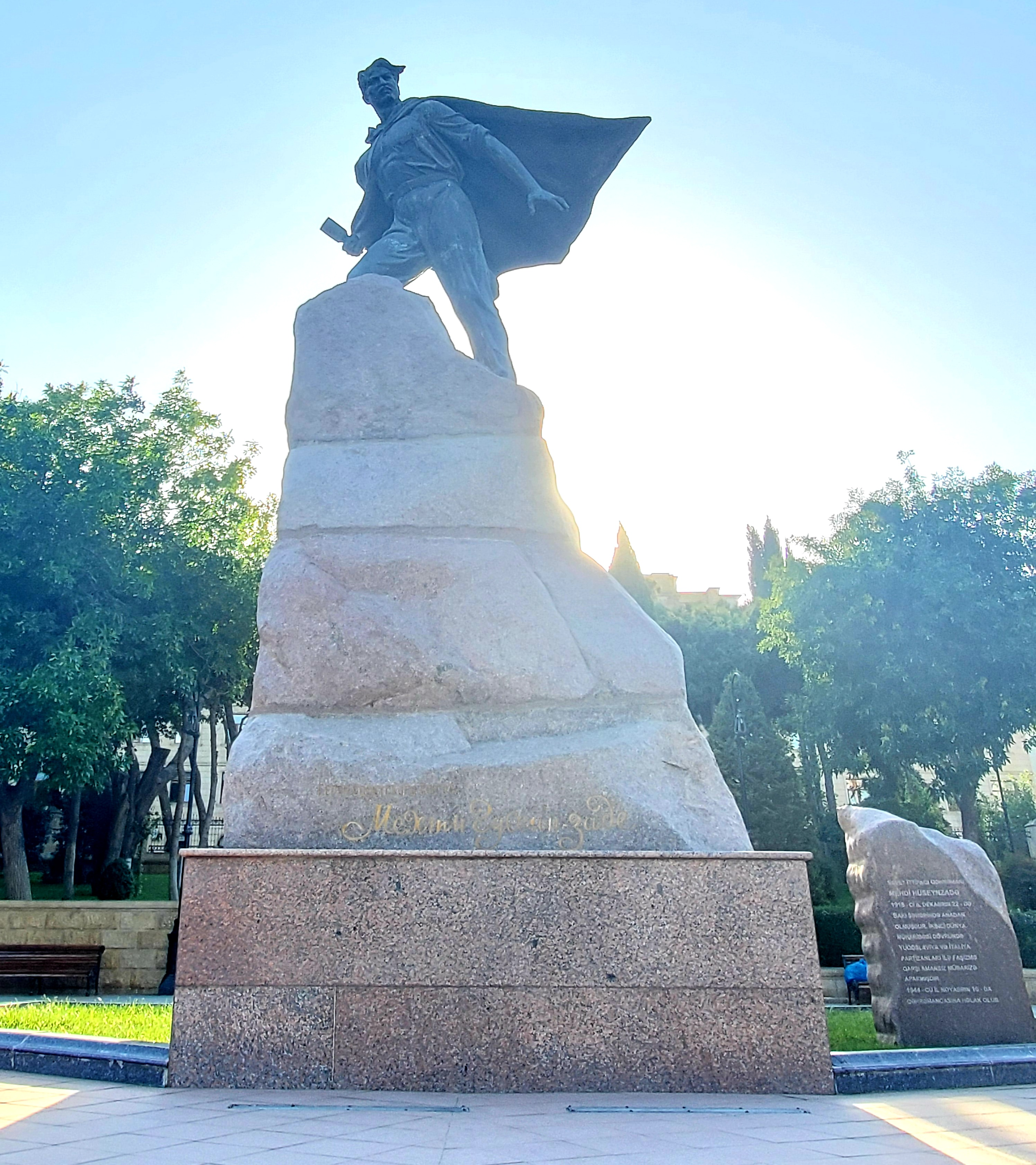
Monumento a Mehdi Huseynzade en Bakú (Azerbaiyán)

El 11 de abril de 1957, por decreto del Presídium del Sóviet Supremo de la Unión Soviética le otorgó, póstumamente, el título de Héroe de la Unión Soviética y la Orden de Lenin.
Su vida y heroísmo durante la Segunda Guerra Mundial se describen en el libro En costas lejanas de Imran Gasimov ("Uzaq sahillərdə") y en una película del mismo título, dirigida por Tofig Taghizade e interpretada por Nodar Shashigoglu. La película se realizó en la época soviética por el estudio cinematográfico Azerbaijanfilm. Un estadio de fútbol en Sumgayit lleva su nombre y además se han erigido monumentos en su honor en Bakú (derecha), así como en su ciudad natal de Novxanı (Azerbaiyán) y cerca de Nova Gorica (Eslovenia).

## Familia
Mehdi Huseynzade tenía dos hermanas: Bikia Janum y Huriet. Su sobrino Agshin Alizade se convirtió en un conocido compositor soviético y azerbaiyano, galardonado con el título de Artista del Pueblo de la RSS de Azerbaiyán.